# OF-40 (戦車)
OF-40は、イタリアのオート・メラーラとフィアットが、輸出向けに開発した主力戦車である。

## 開発
1977年、オート・メラーラ社とフィアット社は輸出向けの独自開発戦車の開発を開始した。
戦車の車体の大半は、既にイタリア陸軍向けにオート・メラーラ社がライセンス生産していたレオパルト1のパーツを流用することで開発コストや期間を大幅に短縮することができ、1980年には試作車が完成し、オート・メラーラ社とフィアット社の頭文字「O」「F」と、40トン級の戦車であることから、OF-40と命名された。

## 構造

### 車体
車体はレオパルト1、特に1A4から流用されたパーツを多く用いており、外観も類似したものになっている。車体は溶接構造で、前部右側に操縦室、左側に砲弾庫とNBC防護装置を配置している。操縦席後方の底部には、脱出用のハッチが設けられている。
レオパルト1との識別点は、サイドスカートの縁がジグザグ状ではなく直線になっていること、前部のキャタピラ覆いと車体前部が一体化している点などである。
砲塔もレオパルト1から流用した溶接砲塔である。操縦士以外の乗員は全員砲塔内に搭乗し、砲塔右側に砲手と車長、左側に装填手が配置される。渡河能力もレオパルト1同様に備えており、シュノーケルを装備して深度4mまでの川底を走行することができる。

### 機関・駆動系
エンジンなどもレオパルト1からの流用で、エンジンはドイツのMTU社製MB838 CaM-500水冷ディーゼルエンジン。変速機もZF製トルクコンバータ付遊星歯車付のもので、レオパルト1に比べて重量が重くなった分最高速度は遅くなったが、それでも60km/hの路上最高速度を出すことができた。エンジンと変速機は一体となっており、クレーンと搭乗員と同じ4名だけで45分以内に交換できたのもレオパルト1と同様である。また、自動消火装置も装備している。
転輪もレオパルト1からの流用で、第1、3、7転輪にショックアブソーバーを備えているのもレオパルト1と同様である。

## 兵装
車体や駆動系がレオパルト1からの直接流用が多いのに対し、OF-40は兵装の強化に重点が置かれている。
主砲はオート・ブレーダ製の52口径105mmライフル砲で、レオパルト1など他の西側主力戦車で用いられていたロイヤル・オードナンス L7（51口径）に比べやや長く、サーマル・スリーブを装備している。勿論、L7等の他のNATO系105mmライフル砲と同じ砲弾を用いることができる。
射撃統制装置はオッフィチーネ・ガリレオ社製OG14LRを用いている。一方で、主砲のスタビライズは上下左右共にオプションとなっている。砲弾は57発搭載し、15発は砲塔に、42発は車体前部の砲弾庫に搭載する。
このほか、砲塔左右に4連装の発煙弾を装備し、7.62mm機関銃を主砲同軸に1丁、装填手ハッチに1丁装備しているが、装填手ハッチの機関銃は12.7mm機関銃にも換装可能である。機関銃弾は5,700発を搭載できる。

## 運用
輸出向けに開発されたOF-40だったが、OF-40の販売は不調であった。初期型は1981年にアラブ首長国連邦が18両採用しただけに終わり、Mk.2が開発されたが、それも1985年にUAEが18両を追加発注し、既存のMk.1のアップデートを採用しただけであった。オート・メラーラ社とフィアット社では1993年に120mm滑腔砲を装備したOF-40 / 120を発表したが、これにいたっては全く採用されず、遂にOF-40の生産は僅か36両と3両の戦車回収車だけで終了した。
しかし、OF-40の車体を流用したパルマリア自走砲は、リビアやナイジェリア等に200両以上採用されている。また、オート・メラーラ社はOF-40の発表直後に、後にイタリア陸軍の主力戦車となるC1アリエテの開発を始めており、OF-40の構造も参考にされたと考えられる。

## 派生型
OF-40 Mk.2
当初生産されたOF-40を改良したもので、兵装を大幅に強化した。弾道計算機をデジタル化、レンジファインダーをNd-YAGレーザーに換装、射撃統制装置を風向センサー、装薬温度センサーを追加したガリレオ社製OG14L2Aに換装して命中精度に向上させた。
Mk.2の登場に伴い、初期の生産型はMk.1として区別された。
OF-40 / 120
OF-40 Mk.2の火力をさらに改良したもので、車体を一回り大型化した上、オート・メラーラ製44口径120mm滑腔砲を搭載し、前部を楔形にした大型の砲塔に換装した。エンジンもV型10気筒スーパーチャージド・ディーゼルに強化した。
OF-40 戦車回収車
UAEがMk.2発注時と同時に発注した戦車回収型で、3両のみ生産された。

## 登場作品
『War Thunder』
イタリア陸軍のランクVにOF-40、ランクVIにOF-40 Mk.2が登場する。